# کیم شی اون (بازیگر، زاده ۲۰۰۰)
کیم شی اون (کره‌ای: 김시은؛ زادهٔ ۲۹ اکتبر ۲۰۰۰) بازیگر و مدل اهل کره جنوبی است. او به خاطر ایفای نقش در درام موفق آلارم عشق در نقش یوک جو شناخته می‌شود.

## فیلم‌شناسی

### فیلم
| سال  | عنوان    | نقش    | منابع |
| ---- | -------- | ------ | ----- |
| ۲۰۲۲ | صبح بخیر | هی سون | [ ۴ ] |

### تلویزیون
| سال     | عنوان                         | نقش              | توضیحات                   | منابع         |
| ------- | ----------------------------- | ---------------- | ------------------------- | ------------- |
| ۲۰۱۶    | دوران جوانی                   | جی میونگ         |                           | [ ۵ ]         |
| ۲۰۱۷    | مدرسه ۲۰۱۷                    | لی مین جونگ      |                           | [ ۶ ]         |
| ۲۰۱۸    | وقتی زمان متوقف شد            | شی-اون           |                           | [ ۷ ]         |
| ۲۰۱۸    | Crushes Reverse               | یو سو می         | مجموعه اینترنتی           | [ ۸ ]         |
| ۲۰۱۸    | پاپای بد                      | چوی سون جو       |                           | [ ۹ ]         |
| ۲۰۱۸    | ای-تین                        | پارک یه جین      | مجموعه اینترنتی           | [ ۱۰ ]        |
| ۲۰۱۸    | اتاق شماره ۹                  | کیم هه سون       |                           | [ ۱۱ ]        |
| ۲۰۱۸    | فولکلور                       | دوست سو وو       | قسمت: «مونگ‌دال»           | [ ۱۲ ]        |
| ۲۰۱۹    | خانم مستقل جی اون ۲           | لی جی اون        | مجموعه اینترنتی           | [ ۱۳ ]        |
| ۲۰۱۹    | خانه جهانی                    | مون سو را        |                           | [ ۱۴ ]        |
| ۲۰۱۹–۲۱ | آلارم عشق                     | یوک جو           |                           | [ ۱۵ ] [ ۱۶ ] |
| ۲۰۲۰    | هیچ‌کس نمی‌داند                 | چوی سو جونگ      |                           | [ ۱۷ ]        |
| ۲۰۲۰    | درامای ویژه کی‌بی‌اس: دختر مدرن | یونگ یی          | درام تک قسمتی             | [ ۱۸ ]        |
| ۲۰۲۰    | داستان عشق خانگی              | چا با رون        |                           | [ ۱۹ ]        |
| ۲۰۲۱    | صدا                           | کوان ست بیول     | فصل ۴؛ قسمت‌های ۸–۹، ۱۱–۱۲ | [ ۲۰ ]        |
| ۲۰۲۲    | اوپنینگ – سهام دبیرستان       | کانگ یو جونگ     | درام تک قسمتی؛ فصل ۵      | [ ۲۱ ] [ ۲۲ ] |
| ۲۰۲۲    | فردا                          | ریو چو هی        | قسمت ۱۴–۱۶                |               |
| ۲۰۲۲    | نفوذی                         | پارک رو سا       |                           | [ ۲۳ ]        |
| ۲۰۲۴    | هه‌ری عزیز                     | جو هه ری (جوانی) | قسمت ۵                    | [ ۲۴ ]        |
| ۲۰۲۴    | مسائل خانوادگی                | کوان مین جونگ    |                           | [ ۲۵ ]        |

## جوایز و نامزدی‌ها
| مراسم جوایز       | سال  | دسته                            | نامزد / اثر | نتیجه | منابع  |
| ----------------- | ---- | ------------------------------- | ----------- | ----- | ------ |
| جوایز هنری بکسانگ | ۲۰۲۳ | بهترین بازیگر تازه‌کار زن – فیلم | سوهی بعدی   | برنده | [ ۲۶ ] |